# 阳城之战
阳城之战是中国历史的东汉末年在讨董联军于191年解体后袁绍和袁术之间的一场战役。袁术部下孙坚攻占废弃的都城洛阳后凯旋，卷入原为讨董盟友的二袁之间的私人恩怨；同時，公孫瓚派其從弟公孫越支援袁術，而公孫越戰死於此戰，導致公孫瓚和袁紹結怨。最初袁绍军在周喁带领下对孙坚军占了上风，但为孙坚反攻所败。

## 背景
190年，中国各地的军阀、官员组成联军对抗控制国政、挟持汉献帝的相国董卓。袁绍被推举为盟主。孙坚为了参与讨董，率军北上加入联军一员的袁术。袁术任孙坚为破虏将军、豫州刺史，派他攻董卓于都城洛阳。孙坚击败董卓军，迫使董卓火烧洛阳，迫使百姓迁往长安，在长安建立新都。孙坚占领了一片废墟的洛阳，因为其他联军成员已在解体边缘，无意相助，从军事角度并不能守住。孙坚弃洛阳，向南返回。
袁术显然不满意哥哥袁绍被推为盟主，享尽名誉，侮辱他为“家奴”、“非袁氏子”，使袁绍大怒。191年，袁绍任周喁为早先由孙坚受任的豫州刺史，派他趁孙坚不在攻打孙坚在豫州的领地。
周喁决定攻打颍川郡的阳城。孙坚北上攻董卓时，在此设立了前哨，以备孙坚离开洛阳后董卓从西面来攻。尽管阳城在豫州孙坚治下，但也在袁绍冀州势力范围内，故是袁绍进攻的合理目标。

## 战役
因对名义上的盟友进攻始料未及，阳城被袭占。孙坚闻讯，叹道：“我们一同举义兵，将要拯救社稷。逆贼将要破灭了，人却各自这般行事，我能和谁合作呢？”
北方军阀公孙瓒与袁术结盟，派堂弟公孙越率一千骑兵助袁术，和孙坚一起参与收复阳城的战斗，但公孙越在最初的小规模战斗中被射杀。孙坚虽遭挫败，不久重振旗鼓，此后数战击败周喁。袁术在东南攻周喁兄周昂于九江，迫使周喁弃阳城去救哥哥。周喁再败，放弃战事，回到家乡会稽。

## 后果
二袁之间最初的战斗以袁术占上风告终：他在颍川和九江遭遇并击败袁绍军，在孙坚治下的颍川重新树立了地位，虽然当时尚未攻占九江，但永远消除了周喁的威胁。而对袁绍而言，情况就艰难了：除了在南方的失败外，他还面临公孙瓒的威胁，公孙瓒将公孙越之死归咎袁绍，向他宣战，并拒绝他的一切示好。这引发了袁绍和公孙瓒的冲突，即界桥之战。
阳城之战是二袁之间的首次军事交锋，标志着汉末混战的一个新阶段，最终导致了东汉末年群雄割据。因华北军阀开始互相为了最终主导中国而互鬥，此战意义重大，标志着讨董联盟的终结。